# Kakegawa
Kakegawa (jap. 掛川市, -shi) ist eine Stadt in der Präfektur Shizuoka in Japan.

## Geographie
Kakegawa liegt südwestlich von Shizuoka und östlich von Hamamatsu am Pazifischen Ozean.

## Geschichte
1113 baute Imagawa Ujichika in Kakegawa eine Burg, die dann durch verschiedene Hände ging. In der Tokugawa-Zeit erhielten folgende Daimyo die Burg: 1601 Hisamatsu, 1617 Andō, 1618 Hisamatsu, 1624 Asakura, 1633 Ōyama, 1635 Sakurai, 1639 Honda, 1644 Fujii, 1648 Hōjō, 1659 Ii, 1706 Sakurai, 1711 Ogasawara und schließlich 1746–1868 die Ōta mit zuletzt einem Einkommen von 50.000 Koku.
Die Stadt Kakegawa wurde 1954 mit der Eingemeindung zweier Dörfer (曽我村 und 東山口村) in die Gemeinde Kakegawa (掛川町, ~ chō) gegründet. Mit der Eingemeindung der Gemeinden Daitō (大東町, -chō) und Ōsuka (大須賀町, -chō) des Landkreises Ogasa am 1. April 2005 wurde Kakegawa als Stadt neu gegründet und genannter Landkreis aufgelöst.
Kakegawa war eine Poststation (宿場町 Shukuba-machi) der Tōkaidō während der Edo-Zeit.

## Wirtschaft und Verkehr

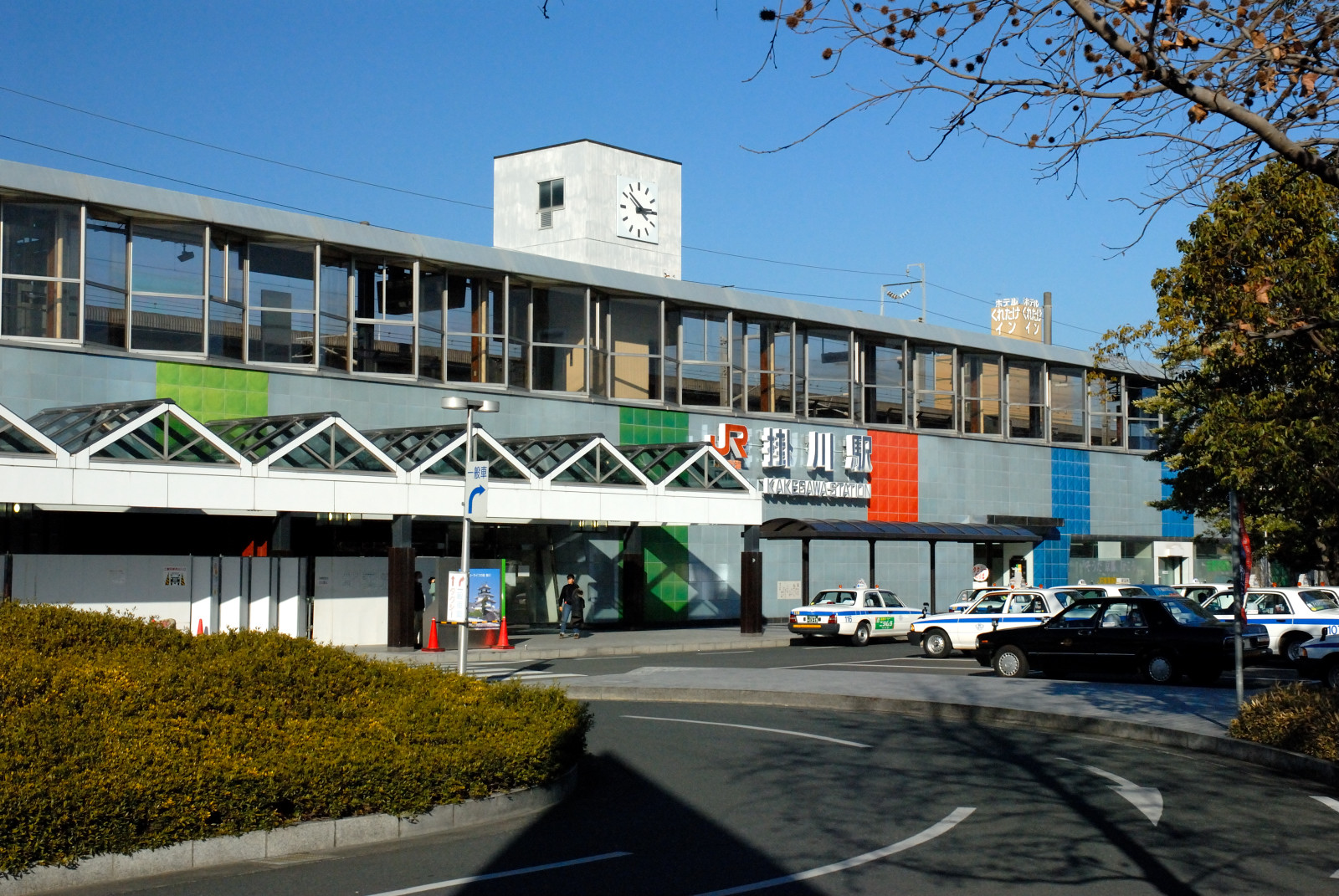
Bahnhof Kakegawa

In Kakegawa befindet sich die Hauptfabrik, Meisterwerkstatt und das Entwicklungszentrum für Klaviere der Firma Yamaha Corporation.
- Zug:Bahnhof Kakegawa
  - JR Tōkaidō-Shinkansen
  - JR Tōkaidō-Hauptlinie, nach Tokio oder Kōbe
- Straße:
  - Nationalstraße 1, Richtung Tokio oder Kyōto
  - Tōkaidō

## Sehenswürdigkeiten

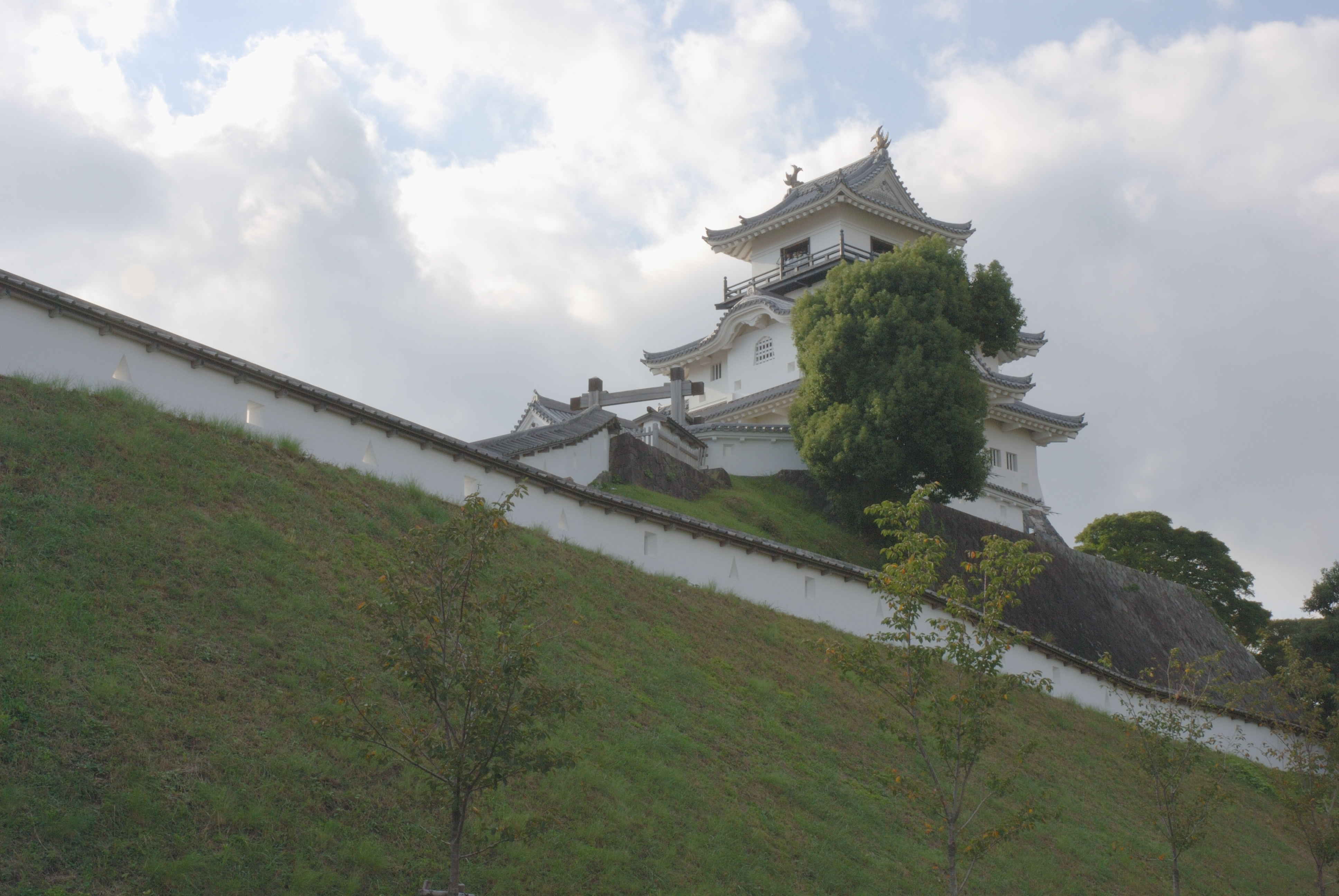
Burg Kakegawa

- Burg Kakegawa (掛川城, Kakegawa-jō)

## Söhne und Töchter der Stadt
- Akabori Shirō (1900–1992), Chemiker
- Shunpei Utō (1918–2010), Schwimmer
- Yoshinobu Ishikawa (* 1940), Politiker

## Weblinks

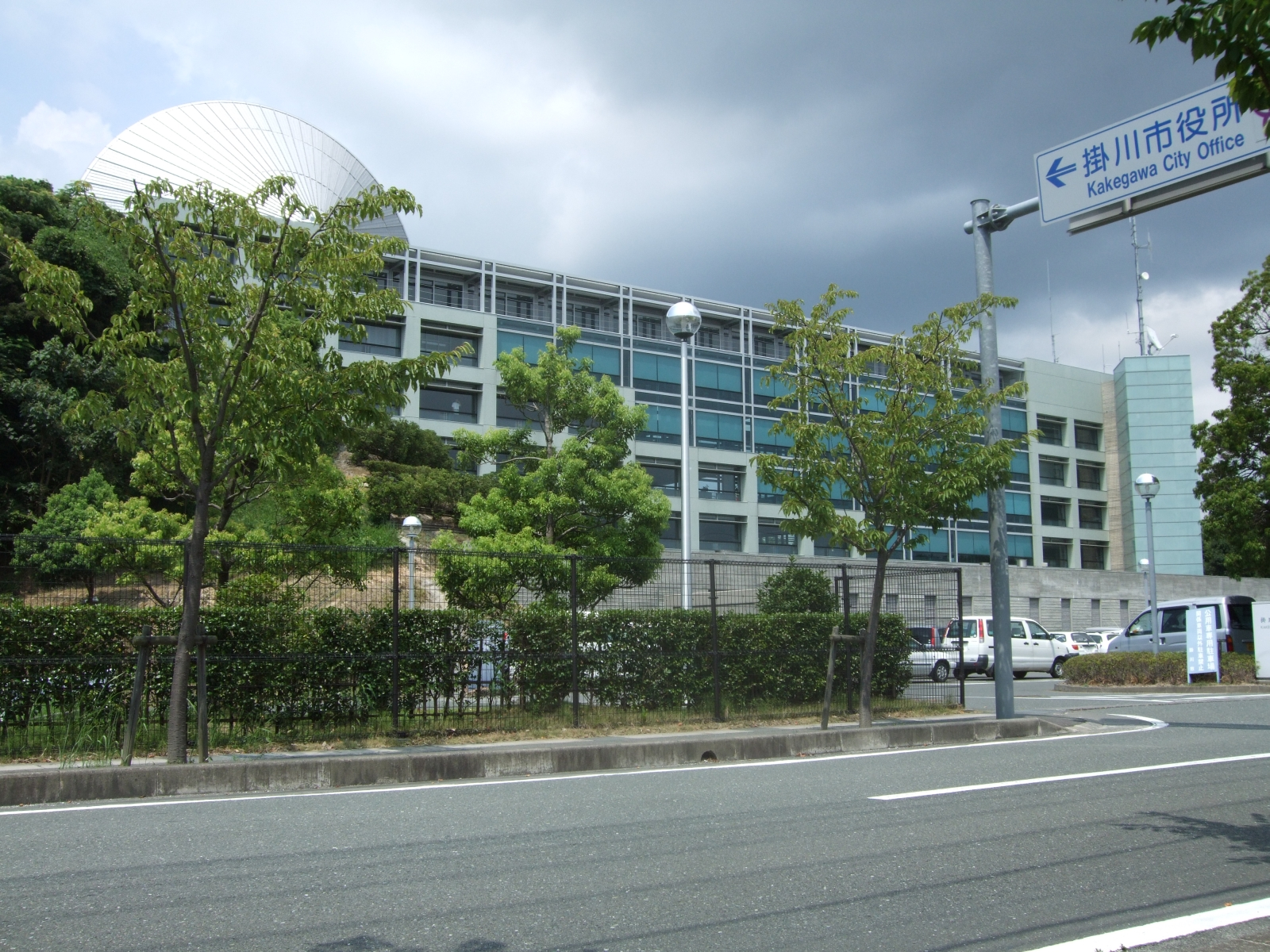
Rathaus

## Angrenzende Städte und Gemeinden
- Shimada
- Kikugawa
- Fukuroi
- Omaezaki
- Mori